# San Luis del Palmar (departamento)
San Luis del Palmar é um departamento da província de Corrientes. Possuía, em 2019, 19.746 habitantes.